# Macaca radiata
Macaca radiata là một loài động vật có vú trong họ Cercopithecidae, bộ Linh trưởng. Loài này được É. Geoffroy mô tả năm 1812. Đây là đặc hữu của miền nam Ấn Độ. Sự phân bố của loài này bị giới hạn bởi Ấn Độ Dương ở ba phía và sông Godavari và Tapti cùng với một loài khỉ raveus cạnh tranh có liên quan ở phía bắc. Những thay đổi sử dụng đất trong vài thập kỷ qua đã dẫn đến những thay đổi trong ranh giới phân phối của nó với loài khỉ rakesus, gây lo ngại cho tình trạng của loài này trong tự nhiên.
Loài khỉ thế giới cũ này là một động vật hoạt động ban ngày. Thân dài 35–60 cm cộng với đuôi 35-68. Con đực nặng 5,5 đến 9,0 kg, con cái 3,5 đến 4,5 kg. Khỉ nuôi nhốt có thể sống tới 35 năm. Chúng ăn trái cây, các loại hạt, hạt, hoa, động vật không xương sống và ngũ cốc. Ở miền nam Ấn Độ, loài khỉ này tồn tại dưới dạng con người, ăn thức ăn do con người cung cấp và đột kích mùa màng và nhà cửa. 
Hai phân loài của đã được xác định: M. r. radiata và M. r. Diluta.

## Hình ảnh

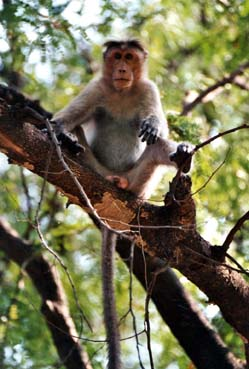
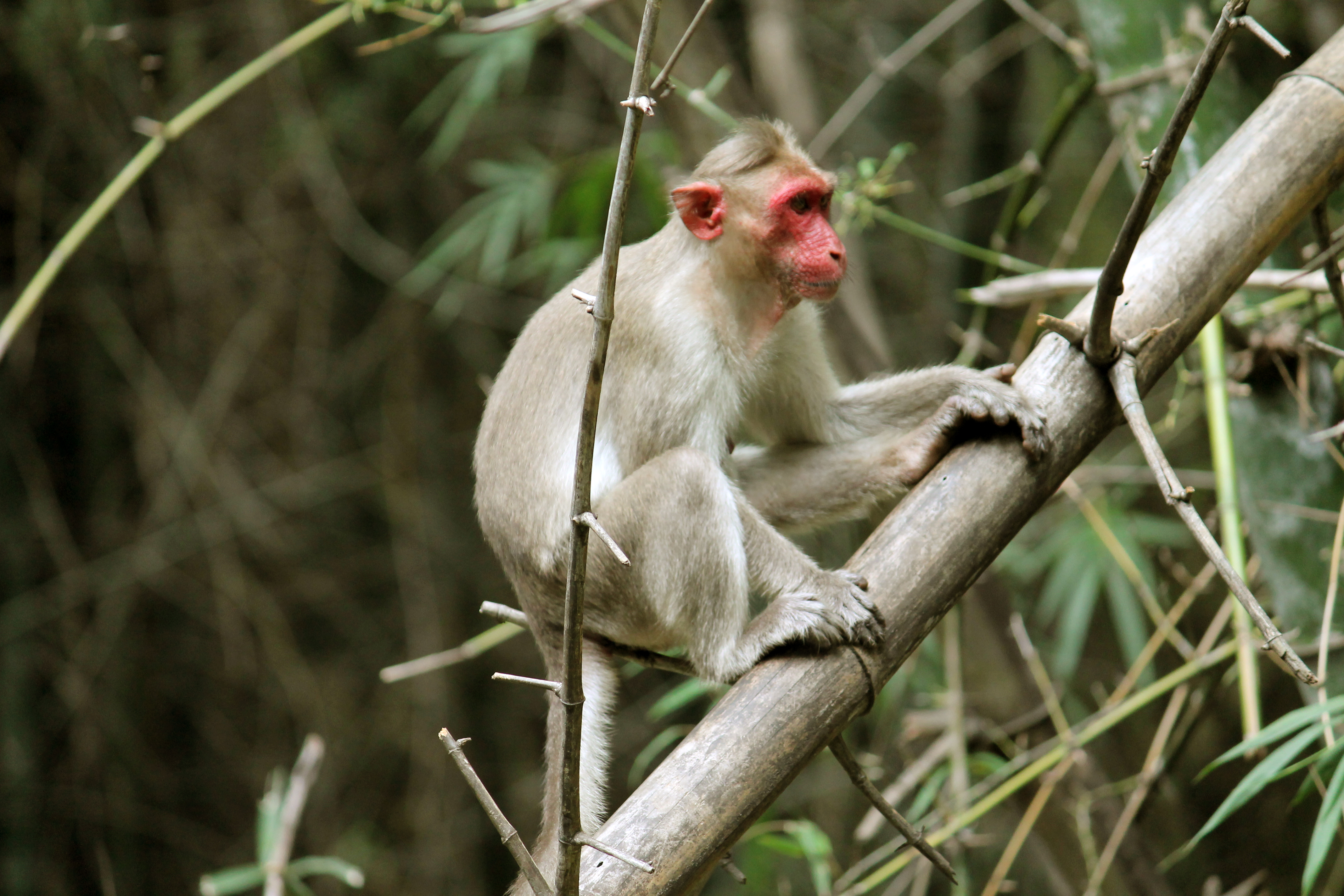
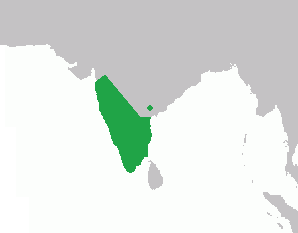
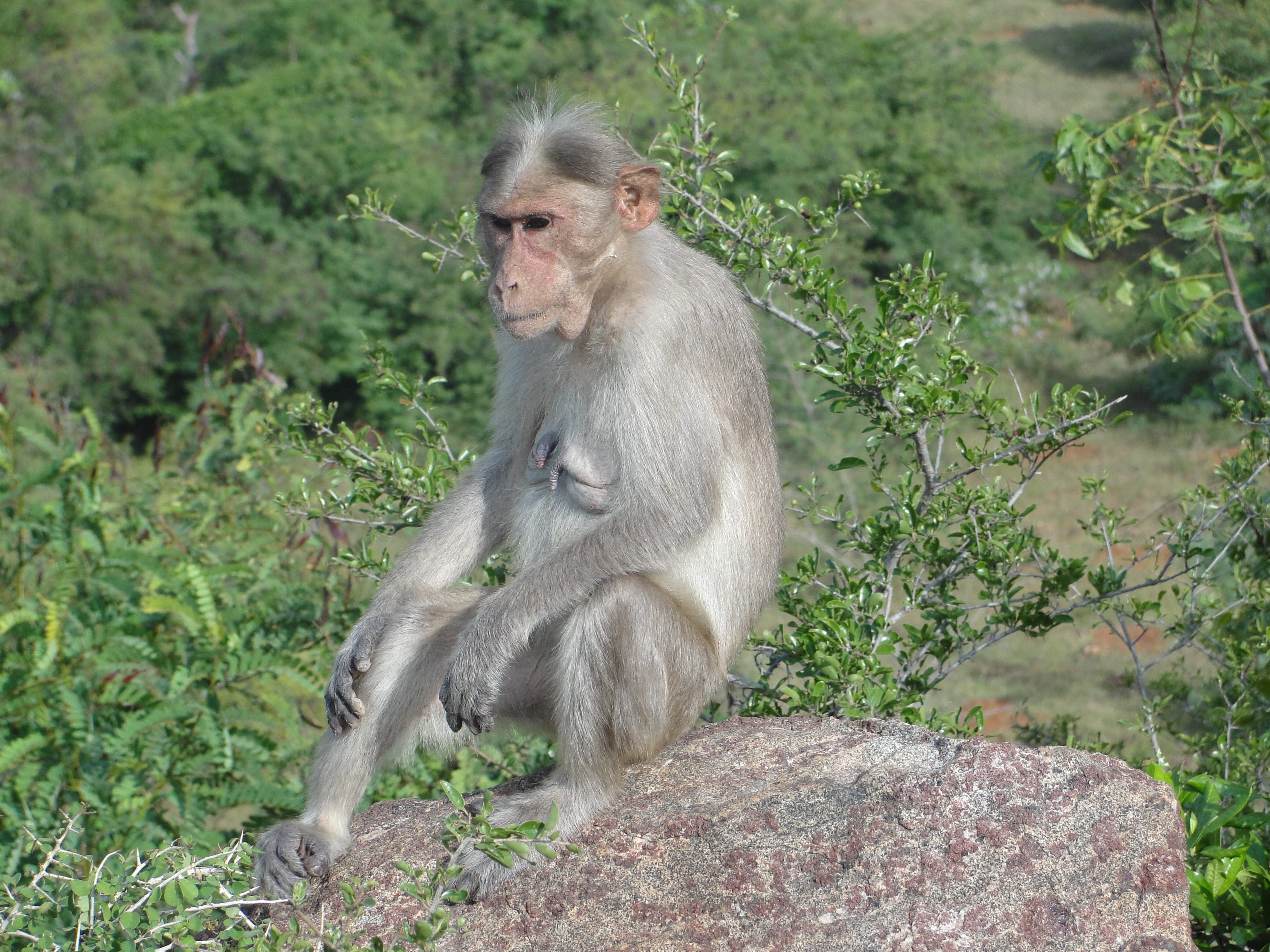